# Matheus Martinelli
Matheus Martinelli Lima (Presidente Prudente, 10 maggio 2001) è un calciatore brasiliano, centrocampista del Fluminense.

## Caratteristiche tecniche
È un centrocampista difensivo.

## Carriera
Cresciuto nel settore giovanile del Fluminense, dove è approdato nel 2017, fa il suo esordio in prima squadra il 1º dicembre 2020 giocando l'incontro di Série A pareggiato 0-0 contro il RB Bragantino.

## Statistiche

### Presenze e reti nei club
Statistiche aggiornate al 30 giugno 2025.
| Stagione        | Squadra         | Campionato      | Campionato | Campionato | Coppe nazionali | Coppe nazionali | Coppe nazionali | Coppe continentali | Coppe continentali | Coppe continentali | Altre coppe | Altre coppe | Altre coppe | Totale | Totale | Totale |
| Stagione        | Squadra         | Comp            | Pres       | Reti       | Comp            | Pres            | Reti            | Comp               | Pres               | Reti               | Comp        | Pres        | Reti        | Pres   | Reti   |        |
| --------------- | --------------- | --------------- | ---------- | ---------- | --------------- | --------------- | --------------- | ------------------ | ------------------ | ------------------ | ----------- | ----------- | ----------- | ------ | ------ | ------ |
| 2020            | Fluminense      | A/RJ+A          | 0+13       | 0+3        | CB              | 0               | 0               | -                  | -                  | -                  | -           | -           | -           | 13     | 3      |        |
| 2021            | Fluminense      | A/RJ+A          | 10+31      | 0          | CB              | 5               | 0               | CL                 | 9                  | 0                  | -           | -           | -           | 55     | 0      |        |
| 2022            | Fluminense      | A/RJ+A          | 14+28      | 1+1        | CB              | 7               | 0               | CL+CS              | 4+2                | 0                  | -           | -           | -           | 55     | 2      |        |
| 2023            | Fluminense      | A/RJ+A          | 12+28      | 1+2        | CB              | 1               | 0               | CL                 | 8                  | 0                  | Cmc         | 2           | 0           | 51     | 3      |        |
| 2024            | Fluminense      | A/RJ+A          | 7+34       | 0+1        | CB              | 4               | 0               | CL                 | 10                 | 0                  | RS          | 2           | 0           | 57     | 1      |        |
| 2025            | Fluminense      | A/RJ+A          | 9+11       | 0+1        | CB              | 3               | 0               | CS                 | 3                  | 1                  | Cmc         | 5           | 1           | 31     | 3      |        |
| Totale carriera | Totale carriera | Totale carriera | 52+145     | 2+8        |                 | 20              | 0               |                    | 36                 | 1                  |             | 9           | 1           | 262    | 12     |        |

## Palmarès

### Club

#### Competizioni statali
- Campionato Carioca: 2

Fluminense: 2022, 2023
- Taça Guanabara: 2

Fluminense: 2022, 2023

#### Competizioni internazionali
- Coppa Libertadores: 1

Fluminense: 2023
- Recopa Sudamericana: 1

Fluminense: 2024